# Costante di solubilità
La costante di solubilità (o prodotto di solubilità), indicata con {\displaystyle K_{s}} o {\displaystyle K_{ps}}, è una particolare costante di equilibrio che si riferisce all'equilibrio di solubilità di una sostanza, di norma solida, in un solvente. Tale equilibrio, che è eterogeneo, si raggiunge quando ad una data temperatura costante la soluzione raggiunge la saturazione, con presenza del cosiddetto "corpo di fondo", cioè con la presenza della sostanza indisciolta all'equilibrio.  

## Descrizione
Essa corrisponde alla costante di equilibrio della trasformazione relativa al passaggio in soluzione del composto, dove l'attività del materiale solido è unitaria. Di conseguenza, per composti ionici, la costante è rappresentata dal prodotto delle concentrazioni degli ioni che il composto forma dissociandosi, dove ciascuna concentrazione è elevata a una potenza pari al coefficiente stechiometrico con cui lo ione compare nella reazione.
Essendo una costante di equilibrio, il prodotto di solubilità dipende dalla temperatura. In genere, tali costanti sono tabulate per {\displaystyle T=298\;\mathrm {K} }.
Ad esempio, per {\displaystyle {\ce {Ag Cl}}} l'equilibrio di solubilità è il seguente: 
{\displaystyle {\ce {Ag Cl <=> Ag+ + Cl-}}}
la parte di questo sale poco solubile che ad equilibrio raggiunto è passata in soluzione acquosa è dissociata in ioni, mentre resta come corpo di fondo (come solido puro) la parte restante. Dato che la quantità che si discioglie di questo sale è molto piccola, in buona approssimazione le attività degli ioni saranno numericamente uguali alle loro concentrazioni molari, mentre l'attività del solido indisciolto sarà unitaria. Quindi, possiamo scrivere:
Kps = a(Ag+) × a(Cl−) / 1 ≈ [Ag+] × [Cl−]
Questa espressione si può riscrivere in funzione della solubilità s del sale. Per questo sale, le moli per litro di esso (s) che passano in soluzione satura sono uguali a [Ag+] e a [Cl−]. Quindi, si può riscrivere:
Kps = s × s = s2     da cui: s = Kps½
Conoscendo il valore della costante di solubilità si può quindi calcolare facilmente la solubilità del composto.
Più in generale, per elettroliti salini poco solubili formulabili come ApBq, che si dissociano dando p Aq+ e q Bp−, la costante si scrive:
Kps = [Aq+]p × [Bp−]q
Per AgCl, quando la soluzione è satura la costante, cioè tale prodotto di concentrazioni,  vale 1,77×10−10 a 298 K. 
Questo sale si scioglierà fino a che il prodotto delle concentrazioni ioniche raggiunge questo valore numerico. Tuttavia, se si aggiunge altro cloruro d'argento quando:
{\displaystyle [\mathrm {Ag} ^{+}]\cdot [\mathrm {Cl} ^{-}]=1,\!77\times 10^{-10}=K_{ps}}
il composto, avendo già saturato la soluzione, si depositerà come corpo di fondo indisciolto.
Le concentrazioni degli ioni nella formula sono quelle presenti in soluzione, che possono provenire dal composto poco solubile così come da qualsiasi altra specie chimica. Infatti, se a una soluzione acquosa di {\displaystyle {\ce {NaCl}}} con concentrazione {\displaystyle 4,\!00\times 10^{-5}\mathrm {mol} /\mathrm {dm} ^{3}} si aggiunge {\displaystyle {\ce {AgCl}}}, questo precipiterà non appena {\displaystyle [\mathrm {Ag} ^{+}]=x}:
{\displaystyle K_{ps}=[\mathrm {Ag} ^{+}]\cdot [\mathrm {Cl} ^{-}]=x(4,\!00\times 10^{-5}+x)}
{\displaystyle 1,\!77\times 10^{-10}=x^{2}+4,\!00\times 10^{-5}x}
e risolvendo si ottiene:
{\displaystyle x=(-4,\!00\times 10^{-5}+4,\!81\times 10^{-5})/2=4,\!0\times 10^{-6}}
(il risultato positivo è l'unico ad avere significato fisico)
Di conseguenza, mentre in acqua pura si possono versare fino a {\displaystyle K_{ps}^{1/2}=1,\!33\times 10^{-5}\;\mathrm {mol} } di {\displaystyle {\ce {AgCl}}}, in questa soluzione possono essere disciolte al massimo {\displaystyle 4,\!0\times 10^{-6}} moli.

### Forma logaritmica della costante
Come per altre costanti,  anche per l'equilibrio di solubilità può essere opportuno servirsi della sua forma logaritmica, dato che in generale l'intervallo di variazione delle Ks è grande; a tal proposito, si definisce il pKs in modo del tutto simile prendendone il logaritmo decimale cambiato di segno:
{\displaystyle \mathrm {p} K_{s}=-\log _{10}{K_{s}}\ }

## Tabella dei prodotti di solubilità
| Tabella dei prodotti di solubilità                                                                                                | Tabella dei prodotti di solubilità | Tabella dei prodotti di solubilità | Tabella dei prodotti di solubilità | Tabella dei prodotti di solubilità |
| --- | ---------------------------------- | ---------------------------------- | ---------------------------------- | ---------------------------------- |
| Composto | Formula                            | Temperatura                        | {\displaystyle K_{ps}}             | Fonte (vedi legenda sotto)         |
| Idrossido di alluminio anidro | Al(OH)3                            | 20 °C                              | 1.9×10–33                          | L                                  |
| Idrossido di alluminio anidro | Al(OH)3                            | 25 °C                              | 3×10–34                            | w1                                 |
| Idrossido di alluminio tri-idrato                                                                                                 | Al(OH)3                            | 20 °C                              | 4×10–13                            | C                                  |
| Idrossido di alluminio tri-idrato                                                                                                 | Al(OH)3                            | 25 °C                              | 3.7×10–13                          | C                                  |
| Fosfato di alluminio | AlPO4                              | 25 °C                              | 9.84×10−21                         | w1                                 |
| Bromato di bario | Ba(BrO3)2                          | 25 °C                              | 2.43×10−4                          | w1                                 |
| Carbonato di bario | BaCO3                              | 16 °C                              | 7×10−9                             | C, L                               |
| Carbonato di bario | BaCO3                              | 25 °C                              | 8.1×10−9                           | C, L                               |
| Cromato di bario | BaCrO4                             | 28 °C                              | 2.4×10−10                          | C, L                               |
| Fluoruro di bario | BaF2                               | 25.8 °C                            | 1.73×10−6                          | C, L                               |
| Iodato di bario diidrato | Ba(IO3)2                           | 25 °C                              | 1.57×10−9                          | C, L                               |
| Ossalato di bario diidrato | BaC2O4                             | 18 °C                              | 1.2×10−7                           | C, L                               |
| Solfato di bario | BaSO4                              | 18 °C                              | 8.7×10−11                          | C, L                               |
| Solfato di bario | BaSO4                              | 25 °C                              | 1.08×10−10                         | C, L                               |
| Solfato di bario | BaSO4                              | 50 °C                              | 1.98×10−10                         | C, L                               |
| Idrossido di berillio | Be(OH)2                            | 25 °C                              | 6.92×10−22                         | w1                                 |
| Carbonato di cadmio | CdCO3                              | 25 °C                              | 1.0×10−12                          | w1                                 |
| Idrossido di cadmio | Cd(OH)2                            | 25 °C                              | 7.2×10−15                          | w1                                 |
| Ossalato di cadmio triidrato | CdC2O4                             | 18 °C                              | 1.53×10−8                          | C, L                               |
| Fosfato di cadmio | Cd3(PO4)2                          | 25 °C                              | 2.53×10−33                         | w1                                 |
| Solfuro di cadmio | CdS                                | 18 °C                              | 3.6×10−29                          | C, L                               |
| Carbonato di calcio (calcite) | CaCO3                              | 15 °C                              | 9.9×10−9                           | C, L                               |
| Carbonato di calcio (calcite) | CaCO3                              | 25 °C                              | 8.7×10−9                           | C, L                               |
| Carbonato di calcio (calcite) | CaCO3                              | 18-25 °C                           | 4.8×10−9                           | P                                  |
| Cromato di calcio | CaCrO4                             | 25 °C                              | 7.08×10−4                          | w2                                 |
| Fluoruro di calcio | CaF2                               | 18 °C                              | 3.4×10−11                          | C, L                               |
| Fluoruro di calcio | CaF2                               | 25 °C                              | 3.95×10−11                         | C, L                               |
| Idrossido di calcio | Ca(OH)2                            | 18 °C - 25 °C                      | 8×10−6                             | P                                  |
| Idrossido di calcio | Ca(OH)2                            | 25 °C                              | 5.02×10−6                          | w1                                 |
| Iodato di calcio esaidrato | Ca(IO3)2                           | 18 °C                              | 6.44×10−7                          | L                                  |
| Ossalato di calcio monoidrato | CaC2O4                             | 18 °C                              | 1.78×10−9                          | C, L                               |
| Ossalato di calcio monoidrato | CaC2O4                             | 25 °C                              | 2.57×10−9                          | C, L                               |
| Fosfato di calcio tribasico | Ca3(PO4)2                          | 25 °C                              | 2.07×10−33                         | w1                                 |
| Solfato di calcio | CaSO4                              | 10 °C                              | 6.1×10−5                           | C, L                               |
| Solfato di calcio | CaSO4                              | 25 °C                              | 4.93×10−5                          | w1                                 |
| Tartrato di calcio diidrato | CaC4H4O6                           | 18 °C                              | 7.7×10−7                           | C, L                               |
| Idrossido di cromo II | Cr(OH)2                            | 25 °C                              | 2×10−16                            | w2                                 |
| Idrossido di cromo III | Cr(OH)3                            | 25 °C                              | 6.3×10−31                          | w2                                 |
| Idrossido di cobalto II | Co(OH)2                            | 25 °C                              | 1.6×10−15                          | w2                                 |
| Solfuro di cobalto (forma meno solubile)                                                                                          | CoS                                | 18 °C                              | 3×10−26                            | C, L                               |
| Solfuro di cobalto (forma più solubile)                                                                                           | CoS                                | 18 °C - 25 °C                      | 10−21                              | P                                  |
| Carbonato rameico | CuCO3                              | 25 °C                              | 1×10−10                            | P                                  |
| Idrossido di rame II | Cu(OH)2                            | 18 °C - 25 °C                      | 6×10−20                            | P                                  |
| Idrossido di rame II | Cu(OH)2                            | 25 °C                              | 4.8×10−20                          | w1                                 |
| Iodato di rame | Cu(IO3)2                           | 25 °C                              | 1.4×10−7                           | C, L                               |
| Ossalato di rame | CuC2O4                             | 25 °C                              | 2.87×10−8                          | C, L                               |
| Solfuro di rame II (o solfuro rameico)                                                                                            | CuS                                | 18 °C                              | 8.5×10−45                          | C, L                               |
| Bromuro di rame I (o bromuro rameoso)                                                                                             | CuBr                               | 18 °C - 20 °C                      | 4.15×10−8                          | C                                  |
| Cloruro di rame I (o cloruro rameoso)                                                                                             | CuCl                               | 18 °C - 20 °C                      | 1.02×10−6                          | C                                  |
| Idrossido rameoso (in equilib. con Cu2O + H2O)                                                                                    | Cu(OH)                             | 25 °C                              | 2×10−15                            | w1                                 |
| Ioduro rameoso | CuI                                | 18 °C - 20 °C                      | 5.06×10–12                         | C                                  |
| Solfuro rameoso | Cu2S                               | 16 °C - 18 °C                      | 2×10−47                            | C, L                               |
| Tiocianato rameoso | CuSCN                              | 18 °C                              | 1.64×10−11                         | C, L                               |
| Idrossido ferrico | Fe(OH)3                            | 18 °C - 25 °C                      | 1.1×10−36                          | C, L                               |
| Carbonato ferroso | FeCO3                              | 18 °C - 25 °C                      | 2×10−11                            | P                                  |
| Idrossido ferroso | Fe(OH)2                            | 18 °C                              | 1.64×10−14                         | C, L                               |
| Idrossido ferroso | Fe(OH)2                            | 25 °C                              | 1×10−15; 8.0×10−16                 | P; w2                              |
| Ossalato ferroso | FeC2O4                             | 25 °C                              | 2.1×10−7                           | C, L                               |
| Solfuro ferroso | FeS                                | 18 °C                              | 3.7×10−19                          | C, L                               |
| Bromuro di piombo | PbBr2                              | 25 °C                              | 6.3×10−6; 6.60×10−6                | P; w1                              |
| Carbonato di piombo | PbCO3                              | 18 °C                              | 3.3×10–14                          | C, L                               |
| Cromato di piombo | PbCrO4                             | 18 °C                              | 1.77×10−14                         | C, L                               |
| Cloruro di piombo | PbCl2                              | 25.2 °C                            | 1.0×10−4                           | L                                  |
| Cloruro di piombo | PbCl2                              | 18 °C - 25 °C                      | 1.7×10−5                           | P                                  |
| Fluoruro di piombo | PbF2                               | 18 °C                              | 3.2×10−8                           | C, L                               |
| Fluoruro di piombo | PbF2                               | 26.6 °C                            | 3.7×10−8                           | C, L                               |
| Idrossido di piombo | Pb(OH)2                            | 25 °C                              | 1×10−16; 1.43×10−20                | P; w1                              |
| Iodato di piombo | Pb(IO3)2                           | 18 °C                              | 1.2×10−13                          | C, L                               |
| Iodato di piombo | Pb(IO3)2                           | 25.8 °C                            | 2.6×10−13                          | C, L                               |
| Ioduro di piombo | PbI2                               | 15 °C                              | 7.47×10−9                          | C                                  |
| Ioduro di piombo | PbI2                               | 25 °C                              | 1.39×10−8                          | C                                  |
| Ossalato di piombo | PbC2O4                             | 18 °C                              | 2.74×10−11                         | C, L                               |
| Solfato di piombo | PbSO4                              | 18 °C                              | 1.06×10−8                          | C, L                               |
| Solfuro di piombo | PbS                                | 18 °C                              | 3.4×10−28                          | C, L                               |
| Carbonato di litio | Li2CO3                             | 25 °C                              | 1.7×10−3                           | C, L                               |
| Fluoruro di litio | LiF                                | 25 °C                              | 1.84×10−3                          | w1                                 |
| Fosfato di litio tribasico | Li3PO4                             | 25°                                | 2.37×10−4                          | w1                                 |
| Fosfato di magnesio ammonio | MgNH4PO4                           | 25 °C                              | 2.5×10−13                          | C, L                               |
| Carbonato di magnesio | MgCO3                              | 12 °C                              | 2.6×10−5                           | C, L                               |
| Fluoruro di magnesio | MgF2                               | 18 °C                              | 7.1×10−9                           | C, L                               |
| Fluoruro di magnesio | MgF2                               | 25 °C                              | 6.4×10−9                           | C, L                               |
| Idrossido di magnesio | Mg(OH)2                            | 18 °C                              | 1.2×10−11                          | C, L                               |
| Ossalato di magnesio | MgC2O4                             | 18 °C                              | 8.57×10−5                          | C, L                               |
| Carbonato di manganese | MnCO3                              | 18 °C - 25 °C                      | 9×10−11                            | P                                  |
| Idrossido di manganese | Mn(OH)2                            | 18 °C                              | 4×10−14                            | C, L                               |
| Solfuro di manganese (rosa) | MnS                                | 18 °C                              | 1.4×10−15                          | C, L                               |
| Solfuro di manganese (verde) | MnS                                | 25 °C                              | 10−22                              | P                                  |
| Bromuro di mercurio | HgBr2                              | 25 °C                              | 8×10−20                            | L                                  |
| Cloruro di mercurio | HgCl2                              | 25 °C                              | 2.6×10−15                          | L                                  |
| Idrossido di mercurio (In equilibrio con HgO + H2O)                                                                               | Hg(OH)2                            | 25 °C                              | 3.6×10−26                          | w1                                 |
| Ioduro di mercurio | HgI2                               | 25 °C                              | 3.2×10−29                          | L                                  |
| Solfuro di mercurio | HgS                                | 18 °C                              | 4×10−53 to 2×10−49                 | C, L                               |
| Bromuro mercuroso | HgBr                               | 25 °C                              | 1.3×10−21                          | C, L                               |
| Cloruro mercuroso | Hg2Cl2                             | 25 °C                              | 2×10−18                            | C, L                               |
| Ioduro di mercurio | HgI                                | 25 °C                              | 1.2×10−28                          | C, L                               |
| Solfato mercuroso | Hg2SO4                             | 25 °C                              | 6×10−7; 6.5×10−7                   | P; w1                              |
| Idrossido di nickel | Ni(OH)2                            | 25 °C                              | 5.48×10−16                         | w1                                 |
| Solfuro di nickel | NiS                                | 18 °C                              | 1.4×10−24                          | C, L                               |
| Solfuro di nickel (Forma meno solubile)                                                                                           | NiS                                | 18 °C - 25 °C                      | 10−27                              | P                                  |
| Solfuro di nickel (Forma più solubile)                                                                                            | NiS                                | 18 °C - 25 °C                      | 10−21                              | P                                  |
| Potassio acido tartrato | KHC4H4O6                           | 18 °C                              | 3.8×10−4                           | C, L                               |
| Perclorato di potassio | KClO4                              | 25 °C                              | 1.05×10−2                          | w1                                 |
| Periodato di potassio | KIO4                               | 25°                                | 3.71×10−4                          | w1                                 |
| Acetato di argento | AgC2H3O2                           | 16 °C                              | 1.82×10−3                          | L                                  |
| Bromato di argento | AgBrO3                             | 20 °C                              | 3.97×10−5                          | C, L                               |
| Bromato di argento | AgBrO3                             | 25 °C                              | 5.77×10−5                          | C, L                               |
| Bromuro di argento | AgBr                               | 18 °C                              | 4.1×10−13                          | C, L                               |
| Bromuro di argento | AgBr                               | 25 °C                              | 7.7×10−13                          | C, L                               |
| Carbonato di argento | Ag2CO3                             | 25 °C                              | 6.15×10−12                         | C, L                               |
| Cloruro di argento | AgCl                               | 4.7 °C                             | 2.1×10−11                          | C, L                               |
| Cloruro di argento | AgCl                               | 9.7 °C                             | 9.7×10−11                          | L                                  |
| Cloruro di argento | AgCl                               | 25 °C                              | 1.77×10−10                         | C, L                               |
| Cloruro di argento | AgCl                               | 50 °C                              | 13.2×10−10                         | C, L                               |
| Cloruro di argento | AgCl                               | 100 °C                             | 21.5×10−10                         | C, L                               |
| Cromato di argento | Ag2CrO4                            | 14.8 °C                            | 1.2×10−12                          | C, L                               |
| Cromato di argento | Ag2CrO4                            | 25 °C                              | 9×10−12                            | C, L                               |
| Cianuro di argento | Ag2(CN)2                           | 20 °C                              | 2.2×10−12                          | C, L                               |
| Bicromato di argento | Ag2Cr2O7                           | 25 °C                              | 2×10−7                             | L                                  |
| Idrossido di argento | AgOH                               | 20 °C                              | 1.52×10−8                          | C, L                               |
| Iodato di argento | AgIO3                              | 9.4 °C                             | 9.2×10−9                           | C, L                               |
| Ioduro di argento | AgI                                | 13 °C                              | 3.2×10−17                          | C, L                               |
| Ioduro di argento | AgI                                | 25 °C                              | 1.5×10−16                          | C, L                               |
| Nitrato di argento | AgNO3                              | 25 °C                              | 5.86×10−4                          | L                                  |
| Ossalato di argento | Ag2C2O4                            | 25 °C                              | 1.3×10−11                          | L                                  |
| Solfato di argento | Ag2SO4                             | 18 °C - 25 °C                      | 1.2×10–5                           | P                                  |
| Solfuro di argento | Ag2S                               | 18 °C                              | 1.6×10−49                          | C, L                               |
| Tiocianato di argento | AgSCN                              | 18 °C                              | 4.9×10−13                          | C, L                               |
| Tiocianato di argento | AgSCN                              | 25 °C                              | 1.16×10−12                         | C, L                               |
| Carbonato di stronzio | SrCO3                              | 25 °C                              | 1.6×10−9                           | C, L                               |
| Cromato di stronzio | SrCrO4                             | 18 °C - 25 °C                      | 3.6×10−5                           | P                                  |
| Fluoruro di stronzio | SrF2                               | 18 °C                              | 2.8×10−9                           | C, L                               |
| Ossalato di stronzio | SrC2O4                             | 18 °C                              | 5.61×10−8                          | C, L                               |
| Solfato di stronzio | SrSO4                              | 2.9 °C                             | 2.77×10–7                          | C, L                               |
| Solfato di stronzio | SrSO4                              | 17.4 °C                            | 2.81×10–7                          | C, L                               |
| Bromuro di tallio | TlBr                               | 25 °C                              | 4×10−6                             | L                                  |
| Cloruro di tallio | TlCl                               | 25 °C                              | 2.65×10−4                          | L                                  |
| Solfato di tallio | Tl2SO4                             | 25 °C                              | 3.6×10−4                           | L                                  |
| Tiocianato di tallio | TlSCN                              | 25 °C;                             | 2.25×10−4                          | L                                  |
| Idrossido stannoso | Sn(OH)2                            | 18 °C - 25 °C                      | 1×10−26                            | P                                  |
| Idrossido stannoso | Sn(OH)2                            | 25 °C                              | 5.45×10−27; 1.4×10−28              | w1; w2                             |
| Solfuro di stagno (II) | SnS                                | 25 °C                              | 10−28                              | P                                  |
| Idrossido di zinco | Zn(OH)2                            | 18 °C - 20 °C                      | 1.8×10−14                          | C, L                               |
| Ossalato di zinco bi-idrato | ZnC2O4                             | 18 °C                              | 1.35×10–9                          | C, L                               |
| Solfuro di zinco | ZnS                                | 18 °C                              | 1.2×10−23                          | C, L                               |
| Legenda delle fonti: L=Lange's 10th ed.; C=CRC 44th ed.; P=General Chemistry di Pauling, 1970 ed.; w1=Fonte web 1; w2=Fonte web 2 |                                    |                                    |                                    |                                    |